# Quararibea funebris
Cacahuaxóchitl (Quararibea funebris), también llamado como flor de cacao, flor de tejate, árbol del funeral, tejate, flor de cacao, o rosita de cacao. Es un árbol nativo de México de la familia Malvaceae. Con flores blancas y semilla de color café a negro. Habita principalmente en Veracruz, y se utiliza para la elaboración de alimentos, bebidas y artesanías. 

## Descripción
Esta especie se caracteriza por su tronco espinoso, sus flores de colores y su follaje denso. Tiene hojas verdes de forma lanceolada, flores blancas y frutos en cápsula.

## Distribución
Originario de México, también se le puede hallar en Belice, Costa Rica, El Salvador, Guatemala y Nicaragua.
En México, tiene una distribución potencial en Veracruz y en algunas regiones de los estados de Tabasco, Chiapas y Oaxaca.

## Usos
Es utilizado como planta medicinal y también como uno de los ingredientes esenciales de la tradicional bebida de cacao y maíz conocida como tejate. Ha sido representado también, en las vasijas que los mayas usaban para el cacao.

## Taxonomía
La especie fue descrita inicialmente como Lexarza funebris por Pablo de La Llave y publicada en Novorum Vegetabilium Descriptiones 2: 7, en 1825, hasta la fecha, es tanto un sinónimo como el basónimo de la misma; y ulteriormente, sería transferida al género Quararibea por Wilhelm Vischer en Bulletin de la Société Botanique de Genève 11: 205, en 1920.

#### Etimología
Ver: Quararibea
funebris: epíteto latino que significa "fúnebre", en referencia a los habitantes de la entonces Villa de Izúcar (actualmente Izúcar de Matamoros) en Puebla, México, quienes lloraban a sus muertos bajo la sombra del follaje de esta especie.

## Nombres comunes
- Cacahuaxóchil, canela, canelilla, flor de cacao, madre cacao, madre de cacao, molinillo, palo copado, palo de canela, palo de molinillo, rosa de cacao, tepecacao (español).
- Cacahoaxóchitl, cacaoxóchitl (náhuatl).
- Majaz tseltal, cacahuaxóchitl, kulimche, mahá, mahate, majash, maricacao, ojite, poyomatli (zona lacandona).[5]